# Lucy Boyden
 (avril 2023).
Pour les articles homonymes, voir Boyden.
Lucy Boyden (nom prononcé en anglais : /bɒɪdən/), née le 1er mai 2000 à Cambridge (Vermont), est une femme politique américaine. Membre du Parti démocrate, elle est élue à la Chambre des représentants du Vermont depuis 2023. Elle représente les villes de Cambridge et Waterville ainsi que le village de Jeffersonville dans le comté de Lamoille sur la circonscription électorale de Lamoille-3,.

## Biographie

### Jeunesse
Lucy Boyden est née le 1er mai 2000 à Cambridge, dans le nord-ouest du Vermont. Elle est la deuxième fille de Mark et Lauri Anne Boyden. Elle et sa sœur aînée sont la cinquième génération à grandir sur la ferme familiale Boyden fondée en 1914.
Elle est diplômée de la Lamoille Union High School en 2018 et summa cum laude avec un baccalauréat ès sciences en marketing de l'université Roger Williams à Bristol (Rhode Island). Au cours de ses années de formation, elle travaille comme main d'écurie dans la ferme familiale. Après avoir obtenu son diplôme universitaire, elle travaille dans la gestion de contenu, pour Wex, plateforme de définitions légales du Legal Information Institute de la Cornell Law School, avant d'assumer ses fonctions de législateur d'État.

### Carrière politique
Lucy Boyden remporte l'élection du 8 novembre 2022 dans le district de Lamoille-3 et prend ses fonctions à la Chambre des représentants du Vermont le 4 janvier 2023. Elle bat aisément son adversaire Rebecca Pitre, investie par le Parti républicain avec le soutien du Parti libertarien, avec 70 % des voix. Elle succède à Lucy Rogers, également membre du Parti démocrate, qui ne se représente pas après deux mandats.